# Heinkel He 177 Greif
Heinkel He 177 Greif (Griffin – Sư tử đầu chim) là một loại máy bay ném bom hạng nặng tầm xa của Luftwaffe trong Chiến tranh thế giới II. Nó là máy bay ném bom hạng nặng đầu tiên của Đức quốc xã chế tạo ngay trước chiến tranh, nó được chế tạo số lượng lớn trong chiến tranh thế giới II. Nó đã chiến thắng trong cuộc tìm kiếm Ural Bomber của Luftwaffe trước Dornier Do 19 và Junkers Ju 89. Nó còn được dùng để phát triển loại Heinkel He 277 cho dự án Amerika Bomber. Việc đưa He 177 vào các hoạt động chiến đấu đã bị trì hoãn đáng kể, do cả hai vấn đề về phát triển động cơ của nó và những thay đổi thường xuyên đối với vai trò dự kiến của nó. Tuy nhiên, nó là máy bay ném bom hạng nặng, tầm xa duy nhất hoạt động cùng Không quân Đức(Luftwaffe) trong chiến tranh. He 177 có khả năng tải trọng / tầm bay tương tự như máy bay ném bom hạng nặng 4 động cơ được quân Đồng minh sử dụng.

## Quốc gia sử dụng
Germany
- Luftwaffe
  - Fernkampfgeschwader 50
  - Kampfgeschwader 1
  - Kampfgeschwader 4
  - Kampfgeschwader 10
  - Kampfgeschwader 40
  - Kampfgeschwader 100
  - Kampfgeschwader 200
  - Flugzeugführerschule (B) 15
  - Flugzeugführerschule (B) 16
  - Flugzeugführerschule (B) 31
  - Wekusta/OBdL

 Pháp
- Không quân Pháp ít nhất 2 chiếc He 177 A-3.

 Anh Quốc

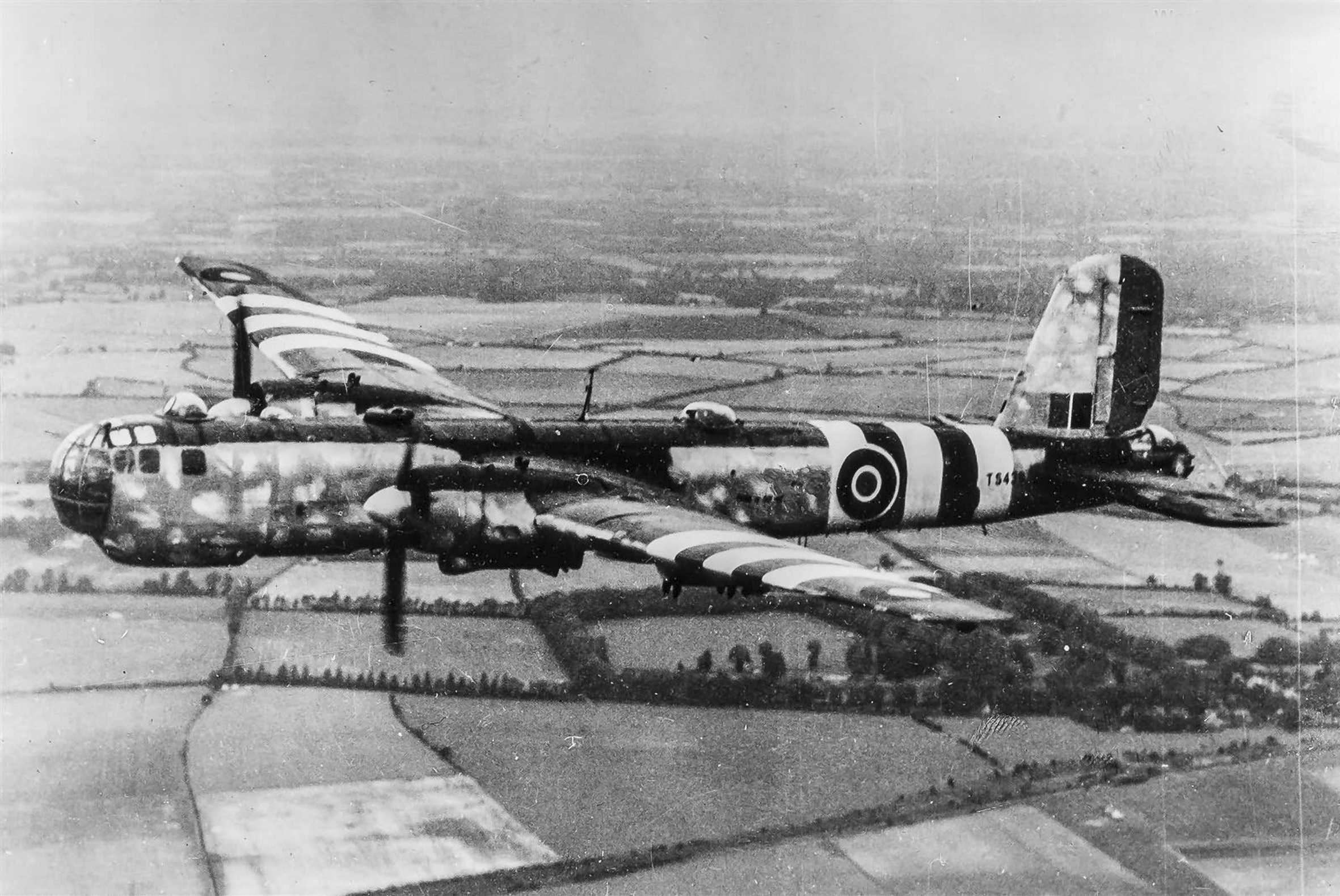
He 177 A-5 with British roundels

- Viện nghiên cứu khoa học không quân (Royal Aircraft Establishment)

## Tính năng kỹ chiến thuật (He 177 A-5/R2)
Heinkel He 177-277-274. Griehl, Manfred and Dressel, Joachim. Shrewsbury, England: Airlife Publishing. 1998. tr. 223, 229. |ngày truy cập= cần |url= (trợ giúp)Quản lý CS1: khác (liên kết)

### Đặc điểm riêng
- Tổ lái: 6
- Chiều dài: 22 m (72 ft 2 in)
- Sải cánh: 31,44 m (103 ft 1¾ in)
- Chiều cao: 6,67 m (21 ft 10 in)
- Diện tích cánh: 100,00 m² (1.076,40 ft²)
- Trọng lượng rỗng: 16.800 kg (37.038 lb)
- Trọng lượng có tải: 32.000 kg (70.548 lb)
- Động cơ: 2 × Daimler-Benz DB 610, 2.900 PS (2.133 kW) mỗi chiếc

### Hiệu suất bay
- Vận tốc cực đại: 565 km/h (351 mph)
- Tầm bay: 5.600 km (3.480 mi)
- Trần bay: 8.000 m (26.246 ft)
- Vận tốc lên cao: 190 m/phút (623 ft/phút)
- Lực nâng của cánh: 303,9 kg/m² (62,247 lb/ft²)

### Vũ khí
- Súng:
  - 1 khẩu súng máy MG 81 7,92 mm
  - 2 khẩu pháo MG 151 20 mm
  - 4 khẩu súng máy MG 131 13 mm
- Bom: Mang được tới 6.000 kg (13.227 lb) bom

## Xem thêm
